# Billboard Spirit of Hope Award
O Billboard Spirit of Hope é uma premiação que concedida pela revista Billboard a um artista ou grupo em reconhecimento às suas extraordinárias contribuições filantrópicas e humanitárias além de seu trabalho musical."  O prêmio foi estabelecido em 1996 em homenagem a Selena, que faleceu um ano antes . O destinatário do Lifetime Achievement Award é decidido pelo comitê editorial da Billboard . O prêmio Spirit of Hope foi concedido pela primeira vez à cantora cubano-americana Gloria Estefan.
Desde 1996, o Lifetime Achievement Award é apresentado durante o Billboard Latin Music Awards . O prêmio não foi entregue em 2012, 2016, 2018, 2019 e 2021.

## Recebedores
| Ano  | Imagem        | Recebedor            | Nacionalidade             | Ref.   |
| ---- | ------------- | -------------------- | ------------------------- | ------ |
| 1996 |               | Gloria Estefan       | Cuba Estados Unidos       | [ 4 ]  |
| 1997 |               | Emmanuel             | Estados Unidos            | [ 5 ]  |
| 1998 |               | Willy Chirino        | Cuba Estados Unidos       | [ 6 ]  |
| 1999 |               | Olga Tañón           | Porto Rico                | [ 7 ]  |
| 2000 |               | Maná                 | México                    | [ 8 ]  |
| 2001 |               | Los Tigres del Norte | Estados Unidos            | [ 9 ]  |
| 2002 |               | Ricky Martin         | Porto Rico                | [ 10 ] |
| 2003 | —             | El General           | México                    | [ 11 ] |
| 2004 | —             | Soraya               | Colômbia                  | [ 12 ] |
| 2005 |               | Juan Luis Guerra     | República Dominicana      | [ 13 ] |
| 2006 |               | Shakira              | Colômbia                  | [ 14 ] |
| 2007 |               | Ricardo Montaner     | Venezuela                 | [ 15 ] |
| 2008 |               | Juanes               | México                    | [ 16 ] |
| 2009 |               | Daddy Yankee         | México Estados Unidos     | [ 17 ] |
| 2010 |               | Marc Anthony         | Estados Unidos            | [ 18 ] |
| 2011 |               | Gloria Estefan       | Cuba                      | [ 19 ] |
| 2012 | Sem premiação | Sem premiação        | Sem premiação             | [ 20 ] |
| 2013 |               | Maná                 | México                    | [ 21 ] |
| 2014 |               | Carlos Vives         | Colombia                  | [ 22 ] |
| 2015 |               | Carlos Santana       | United States             | [ 23 ] |
| 2016 | Sem premiação | Sem premiação        | Sem premiação             | [ 24 ] |
| 2017 |               | Luis Fonsi           | Porto Rico Estados Unidos | [ 25 ] |
| 2018 | Sem premiação | Sem premiação        | Sem premiação             | [ 26 ] |
| 2019 | Sem premiação | Sem premiação        | Sem premiação             | [ 27 ] |
| 2020 |               | Maluma               | Colômbia                  | [ 28 ] |
| 2021 | Sem premiação | Sem premiação        | Sem premiação             | [ 29 ] |